# 阪神電気鉄道のダイヤ改正
阪神電気鉄道のダイヤ改正（はんしんでんきてつどうのダイヤかいせい）は、阪神電気鉄道（阪神）が実施したダイヤ改正。
参考文献や出典によって判明できるもののみ記載し、実施時期が不明なものは記述を割愛する。駅名・路線名・車両名については時系列で記載し、阪神本線系のみならず、当時存在していた国道線系のダイヤ改正についても判明分のみ記述している。

## 1950年代

### 1954年9月15日改正
- 前月の高校野球輸送で暫定運用を開始していた阪神初の大型車3011形が本格運用を開始し、阪神間ノンストップ特急が登場[注 2]。運転は昼間時のみ。
- 大型車導入に伴い建築限界が拡大され、線路および架線柱などの鉄道施設の移設や、プラットホームを削り取る工事を実施した。また、車両側においても、3011形以前の小型車には扉の下部にステップを設けるなどの安全対策を施した。

### 1959年4月改正
- 夜間の特急列車の運転を開始。阪神間ノンストップ特急とは異なり、主要駅に停車する特急列車としたことから、夜間特急として運転。発着駅を含む停車駅は梅田駅・甲子園駅・西宮駅・芦屋駅・御影駅・神戸三宮駅・元町駅。

## 1960年代

### 1960年9月15日改正
1958年から運転を開始したジェットカー（青胴車）が32両にまで増備され、阪神本線の普通列車をジェットカーでの運用に切り替えたため、普通列車を含む全列車でスピードアップを行うなどの白紙ダイヤ改正となった。
- 普通列車は、早朝から朝ラッシュ時終了直後までおよび夕ラッシュ時から深夜までの一部の列車[注 3]を除き、すべてジェットカーで運用することとなった。
- 特急用車両3011形や赤胴車を使用して運転していたノンストップ特急は、新たに西宮駅・芦屋駅・御影駅を停車駅に追加、阪神間ノンストップ運転を廃止した[1]。また、運転間隔を昼間20分間隔から10分間隔へ短縮した[1]。所要時間は30分。
- 西宮駅発着の急行は区間急行に改称された。

この後、1962年12月1日に尼崎海岸線が廃止されたが、これによる阪神本線系および国道線系のダイヤが改正されたかまでは不明であるため、詳細の記述は割愛する。

### 1963年2月1日改正
- 各列車種別とも、昼間時は10分間隔での運転から12分間隔の運転に変更した。これに伴い、西宮駅での普通列車と特急・急行列車との接続は改善された一方で、1時間当たり1本減便となった。
- 夕方にも特急列車を新たに設定。

### 1963年12月1日改正
- 普通列車の特急列車待避実施駅を、尼崎駅から同日開業の尼崎センタープール前駅に変更した。これにより、特急列車は梅田駅 - 元町駅間を29分運転とした。
- 尼崎センタープール前駅に待避線が設置されたことから、従来の昼間時10分間隔での運転に復帰させることは可能だったが、伝法線と阪神本線の直通運転を計画していたこともあり、前回改正のダイヤを踏襲する形で12分間隔のままとした。この昼間時における12分間隔のダイヤパターンは、1998年2月15日改正まで継続された。

### 1964年5月21日改正
- 伝法線の千鳥橋駅 - 西九条駅間が延伸開業したことによるダイヤ改正を実施。なお、伝法線は延長開業1日前の5月20日付で路線名を西大阪線に改称した。

### 1965年9月15日改正
- 阪神本線と西大阪線を直通する特急列車として、梅田駅発着の特急列車とは別の列車種別である西大阪線特急（「西大阪特急」とも）が1時間当たり5本設定された。ただし、運転は昼間時のみ。停車駅は尼崎駅・西宮駅・三宮駅。本線特急が通過する尼崎に停車した代わりに、本線特急の停車駅である芦屋駅と御影駅は通過した。[注 4]
- 昼間時の西九条駅では、原則として西大阪線特急が1番線を、普通列車が2番線を使用して折り返していた。また、元町駅では1面2線の線路配線であったが、竣工当時湊川方面への延長が構想されていたことから、それに対応するためにホームは現在とほぼ同じ長さであり、しかもホームの先にも線路が続いていたため、昼間時には1つの番線を特急と西大阪線特急とで2列車が停車する縦列停車を実施して対処した（残る1線は普通列車のみ停車）[注 5][2]。その他、西大阪線特急と普通列車との縦列停車も一部のみ実施していた[3]。
- 西大阪線特急の設定により、平日は1時間に20本、休日は不定期ながらも甲子園発着の準急が1時間に5本設定されたことで1時間あたり最大25本というラッシュ時並の列車密度となった。この影響で、特急列車は再び30分運転にスピードダウンとなった。
- ジェットカーは普通列車運用以外に休日昼間時の準急運用にも使用されたため、初めて優等列車運用を受け持つようになった[4]。

### 1967年7月2日改正
- 神戸市内の高架化工事完成により御影駅 - 岩屋駅間で線路が移設され、新在家車庫の廃止と代替として建設された石屋川車庫の開設によるダイヤ改正を実施した。
- 車庫に入出庫する回送列車および社員専用列車、また一部の普通列車が新在家駅発着から石屋川駅発着に全面的に変更された。また、尼崎駅と新在家駅で当時一部の普通列車で実施していた増解結作業は、新在家駅実施分については線路配線および信号設備の関係上、御影駅で実施することに変更した。そのため、解結作業を終えた単行および2両編成の車両による回送を御影駅→石屋川駅間で設定することとなった[注 6][5][6]。

### 1968年4月7日改正
- 神戸高速鉄道東西線が開業し山陽電気鉄道本線との相互直通運転を開始。山陽側は急行を含む全種別が阪神に乗り入れていたが、阪神側は特急による乗り入れが中心となった。当時の神戸高速鉄道は阪急神戸本線とも直通運転を実施していたため、阪急側も阪神と同じく須磨浦公園駅までの直通運転を実施した。
- 阪神の列車は神戸高速鉄道および山陽線内を、山陽の列車も阪神線内では列車種別に関係なく各駅に停車するのが原則[注 7]。
- 当初計画では他社車両の乗り入れ区間を神戸市電の路線の終端部を基準としたため、阪神側の東端は新在家駅、山陽側の西端は電鉄須磨駅までとしていたが、新在家駅は前年の高架化および線路移設工事に伴う車庫廃止と折返設備の関係で大石駅発着に短縮、須磨駅は観光客誘致を目的に須磨浦公園駅発着に延長した[注 8]。
- 途中駅発着列車に限って行っていた普通車の行先表示板掲出を全列車に拡大。神戸高速鉄道開通により元町以西に直通する列車が多数設定された一方で、普通列車は乗り入れないことを明確にすることや、阪神線内における普通列車の発着駅増加に対処するためである[7]。
- 元町駅が事実上の途中駅構造に変更されたことで、縦列停車が不可能となった。このため、折返時間が確保できなくなった西大阪特急は三宮駅発着に変更された。また、休日ダイヤで設定されていたジェットカーによる準急が消滅した。

### 1969年12月14日改正
- 国道線の西灘駅 - 東神戸駅間が廃止。東神戸駅発着を西灘駅発着にするなど、国道線系のダイヤ改正を実施した。

## 1970年代

### 1970年11月24日改正
- 本線の特急・急行の一部が6両編成で運行される。

### 1973年11月26日改正
- 本線の特急・急行の全列車が6両編成で運行される。

### 1974年3月17日改正
- 国道線の上甲子園駅 - 西灘駅間の廃止に伴うダイヤ改正を国道線系のみ実施した。国道線系はこれが最後のダイヤ改正となった。
- 国道線はこの改正までは野田駅 - 上甲子園駅間は昼間時24分ヘッド、上甲子園駅 - 西灘駅間は昼間時48分ヘッドであったが、この改正以降も残存する野田駅 - 上甲子園駅間については昼間時36分間ヘッドに減便した。
- その他、北大阪線と甲子園線についても一部時刻変更を実施した。

### 1974年12月1日改正
3月の国道線系に続き、阪神本線系のダイヤ改正を実施した。
- 昼間時に多数設定されていた西大阪線特急が全面的に廃止され、本線と西大阪線との直通運転が一旦休止となった。本線の大物駅 - 姫島駅間高架化工事に関連して線路容量が減少したことを理由に廃止されたが、実際は西九条駅での大阪環状線からの乗換客が梅田駅（国鉄では大阪駅）に比べて少なく想定していたほど需要が伸びなかったことや、阪神本線の特急列車が時折混雑することがあるのに対して西大阪線特急は設定本数自体も過剰だったこともあいまって乗車率が長く低迷していたことも大きかった。
- 西大阪線特急の廃止により、昼間時の尼崎駅 - 三宮駅間および西大阪線では1時間当たり5本の減便となったが、この列車に前後して特急列車が続行していたことで、減便の影響は本線・西大阪線ともに小さかった。なお、この列車の廃止に伴い、西九条駅は1線のみの使用となった。
- 当時早朝と深夜に阪神本線のみで運転されていた社員専用列車も廃止された。

### 1977年4月30日改正
1975年5月6日付で国道線系の路線が全面的に廃止となったため、本改正以降の記述については、すべて阪神本線系のダイヤ改正について記述することとし、相互直通運転事業者については、高速神戸駅 - 新開地駅間で線路を共用している阪急神戸高速線を含み、本項で記述の必要性のあるダイヤ改正についてのみ記述する。
- 大物駅 - 姫島駅間の高架化工事進捗によるダイヤ改正を実施。西大阪線特急の廃止に伴う減便によって列車密度が緩和されたため、特急列車のスピードアップが実施され、梅田駅 - 元町駅間で最速29分運転となった。
- 千船駅の待避設備の使用再開と暫定設備であった千船信号所の廃止も改正直後に実施されている。

### 1979年6月18日改正
普通列車の運転両数を変更するなどの改正を実施した。
- この改正までは、普通列車は早朝 - 朝ラッシュ時は4両編成、昼間時 - 夕ラッシュ時 - 夜間は3両（一部4両）編成で、深夜は2両編成で運行していた普通列車を、昼間時における普通列車乗客の増加に伴い、早朝から夜間までは全列車4両編成で、深夜のみ2両編成で運転することにした。
- これにより朝ラッシュ時終了後の尼崎駅と御影駅での分割と普通列車の奇数編成は廃止[注 9]され、それに関連して御影駅→石屋川駅間での単行運転の回送列車についても設定がなくなった[8]。これにより、普通の4両編成での組成は2両+2両にほぼ統一され、中間2両の先頭車の向きが不統一だった列車が解消された[注 10]。
- 普通列車以外の阪神本線列車と支線区については、ごく小規模の変更に留まっている。

## 1980年代

### 1981年12月4日改正
- 平日朝ラッシュ時に芦屋駅発→梅田駅行きの区間特急を片道1本のみ増発した[9]。10年以上ぶりとなる新たな列車種別の設定となった。当時の停車駅は、芦屋駅・西宮駅・甲子園駅・梅田駅。折返設備のない芦屋駅を始発としたのは、当時芦屋浜に開発された団地群（シーサイドタウン）の入居者に対する利便性の向上や、芦屋駅からの着席機会の確保を理由としたものだった。使用車両は、尼崎車庫から石屋川車庫まで回送、折返して芦屋駅まで回送していた。また、車両の表示幕には「区間特急」が用意されていなかったため、通常の特急と同じく「特急」と表示したが、それとは別に区間特急専用の列車種別表示板[注 11]を掲示することで、特急と区別できるようにした（表示幕未装備車にも同様に掲示）。なお、区間特急を朝ラッシュ時に設定したことから、この列車が走る部分のみ、運転間隔を12分間隔から14分間隔に変更した。
- その他の列車種別および阪神本線以外の路線でも、一部時刻の変更が実施された。

### 1983年12月4日改正
- 休日昼間時の梅田駅 - 西宮駅間の急行を、三宮駅まで延長して新たに快速急行とした。車両側で設定する列車種類選別装置では、西大阪線特急の休止で空いていた『N』を充てた。快速急行の停車駅は、梅田駅 - 西宮駅間は急行列車と同じく野田駅・尼崎駅・甲子園駅で、西宮駅 - 三宮駅間は下りが無停車・上りが青木駅に停車した。特急列車とは続行運転とし、下りは特急列車より三宮駅に先着したが、上りは三宮駅を特急列車より先に発車し、青木駅に停車し特急列車を待避した。これは、阪神と山陽のダイヤパターンが合っていない（当時、阪神は12分ヘッド、山陽は15分ヘッドだった）なか、快速急行のスジを当てはめたためであった。
- 快速急行の新設により、ほぼ休止状態であった[注 12]三宮駅3番線を恒常的に使用するようになった。

### 1984年3月25日改正
- 山陽電気鉄道の日中15分間隔運転開始ならびに急行廃止、および武庫川線の洲先駅 - 武庫川団地前駅間延長開業の準備によるダイヤ改正を実施した。阪神側では、日中の特急列車の神戸側における発着駅が基本的に須磨浦公園駅および新開地駅となり、高速神戸駅発着の特急列車は日中以外の時間帯での設定のみとなった。武庫川線の武庫川団地駅延長開業は同年の4月3日からであるが、運転ダイヤはこの時点で用意されていた。なお、武庫川線はこれまで単行運転であったのが2両編成となったため、阪神から単行の列車が消滅した。
- このダイヤ改正で8000系が運転を開始した。

この翌年の1985年4月13日には、延長区間とは反対に位置していた、休止していた武庫川線の武庫大橋 - 武庫川間を廃止した。

### 1987年7月1日改正
- 梅田駅直上にある阪神百貨店本店の閉店時刻が19時へと延長されたのに伴い、梅田発尼崎行き準急2本を19時台に設定。

### 1987年12月13日改正
- 快速急行の運転を平日日中にも拡大[10]。また快速急行の上りは特急列車に続行する形とし、三宮駅発は特急列車の後となり、青木駅停車を取り止めた。これにより阪神間直行列車は倍増した。
- 全ての普通列車が4両編成での運転となったため、尼崎駅と御影駅で実施していた解結作業は廃止された。本線上での増結・解結作業は22年後の2009年3月20日改正まで見られなくなった。また、西大阪線の2両編成運用も廃止され、同線は全列車が4両編成で運転されるようになったことから、尼崎駅の5番線が廃止された。

## 1990年代

### 1991年4月7日改正
- 特急列車の運転時間を拡大し、土曜日を除く平日に梅田駅0時発の特急列車を元町行きとして設定した。
- また、夕方ラッシュ時の普通列車は、引上線の設置されていない元町駅での折り返し時間がダイヤ上長くなり、本線を塞ぐ時間が増えることで他の列車運転に支障を来たすことから、長くなった折り返し時間を利用する形で神戸高速鉄道東西線への乗り入れを開始し、高速神戸駅まで運転するようになった（夕ラッシュ時終了後は元町駅発着）。ただし、このダイヤ改正以前にも、普通列車の神戸高速鉄道東西線への乗り入れはごく少数設定されていた。後に普通列車の最大運転区間を1駅先の新開地駅まで延長している。
- その他、区間特急の1本増発や、全列車種別の増発や見直しが行われた。
- 時期は不明であるが、区間特急の表示幕について、当初は通常の特急と同様に「特急」と表示されていたものが、幕の交換により「区間特急」に変更された。[注 13]

### 1993年12月改正
- 阪急神戸本線、山陽電気鉄道本線が同年7月18日に土曜ダイヤを導入したことに合わせ、阪神でも土曜ダイヤを新設した。

### 1994年3月20日改正
- JR神戸線との対抗上、快速急行の全列車を魚崎駅に停車させ、六甲アイランドから大阪・神戸方面への利便性を向上させた。

この時は実質的には修正程度の改正であったが、1995年1月17日5時46分に発生した兵庫県南部地震（阪神・淡路大震災）により壊滅的な被害を受け、復旧工事中は臨時ダイヤでの運用を余儀なくされた。曲線通過速度の向上によって特急列車の梅田 - 三宮間の所要時分を1分程度短縮するダイヤ改正を1995年3月頃に実施すると神戸新聞で発表していたが、震災の影響で計画は全面的に中止となった。

### 1995年6月26日改正
線路や施設が全面的に復旧。震災前のダイヤをほぼ踏襲した新ダイヤで運転を再開。特急列車が26分運転に戻った。
- 区間特急が魚崎駅に停車するようになった。また、夕方ラッシュ時の準急列車の一部を急行列車に変更した。
- 8月13日には神戸高速鉄道東西線も復旧したため、須磨浦公園駅直通についても、ほぼ元通りのダイヤに戻した。また、11月1日から5500系が運用を開始した。

### 1996年3月20日改正
前年に発生した阪神・淡路大震災では地上設備や駅施設を優先して復旧させたが、震災により廃車された41両分の補充も早急に行えたことから、震災発生からわずか約1年2か月で本格的なダイヤ改正を実施した。
- 前々回の1994年3月20日改正の時刻をほぼ踏襲してはいたものの朝ラッシュ時の区間特急と区間急行を各2本増発し、準急の最大運転区間を従来の御影から三宮まで延長して運転するようになり朝ラッシュ時に1本増発した。
- この改正で9000系の運転を開始した。またストアードフェアシステムのスルッとKANSAIがスタートし阪神でもサービスが開始された。

### 1998年2月15日改正
- 梅田駅 - 山陽姫路駅間で直通特急の運行を開始。また、阪神線内での運転間隔縮小による増発を目的とした白紙ダイヤ改正を、神戸高速鉄道や山陽電気鉄道とともに実施した。
- 当初は日中は30分間隔で、1時間あたり、山陽姫路行き直通特急「姫路ライナー」（逆方向の梅田行きは「大阪ライナー」）・須磨浦公園行き特急・高速神戸行き特急がそれぞれ2本ずつ運転された。合わせて、日中の運転間隔を10分に変更した。直通特急は、運転開始当時は山陽側は5000系[注 14]と5030系、阪神側は8000系[注 15]と9000系のみの限定運用であった[注 16]。
- 直通特急の運転開始および運転間隔縮小により10分間隔化が実現した一方で、快速急行以下の列車の運転形態を見直した。快速急行は夕方の時間帯のみ運転することとなり、それ以外の時間帯では運転区間を梅田駅 - 西宮駅間に短縮、急行に格下げすることで阪神間直行列車の運転本数を削減した。これにより魚崎駅に停車する列車の本数が減少することから、特急列車を同駅に停車させた。[注 17]このため、特急列車は梅田 - 三宮間28分運転となった。
- 普通列車についても運転形態が見直され、毎時6本の列車のうち、4本は日中でも神戸高速鉄道東西線の高速神戸駅（一部新開地駅）まで乗り入れることとなり、普通列車も終日同線へと乗り入れることとなった。残り2本は、高速神戸駅に1線しか設置されていない阪神用の引上線が30分間隔で折り返す特急と重複して使用できないため、快速急行の減便で浮いた三宮駅3番線で折り返すこととした。これにより元町駅を折り返す列車は大幅に減少し、同駅始発および同駅を終点とする列車は、早朝と深夜が中心となった。
- 昼間時の阪神本線のダイヤパターンは以下の通りとなった。

1. 直通特急
  - 梅田 - 山陽姫路…… 2本
2. 特急
  - 梅田 - 須磨浦公園… 2本
  - 梅田 - 高速神戸…… 2本
3. 急行
  - 梅田 - 西宮………… 6本
4. 普通
  - 梅田 - 高速神戸…… 4本
  - 梅田 - 三宮………… 2本

- この改正で赤胴車の表示幕が交換され、山陽線内の乗り入れに対応したものとなった。[注 18]

### 1998年7月1日改正
- 平日朝ラッシュ時の梅田行き急行が岩屋駅に停車[11]。

### 1998年9月28日改正
- 西大阪線のダイヤ改正。出来島駅の高架化完成により大物駅 - 福駅間が複線に復帰、この時点で昼間時は10分間隔となった。

### 1999年4月11日改正
- 一部の時間帯を除き、急行が福島駅に停車[12]。
- 地上駅時代の福島駅跡地に「ラグザ大阪」が開業、1997年3月8日開業のJR東西線に設けられた新福島駅により福島駅の利用客が減少していたこともあり、テコ入れのためであった。

## 2000年代

### 2001年3月10日改正
- 土曜ダイヤを廃止し、土休日ダイヤに統合した[13]。
- 直通特急を増発し、平日の朝夕ラッシュ時は全て直通特急とした。既存の直通特急と合わせて日中は10分または20分間隔で運行し、1時間あたり、山陽姫路行き直通特急4本・須磨浦公園駅行き特急2本の運転とし、昼間時の高速神戸駅折返しの特急は設定されなくなった[13]。この増発された直通特急は、従前の高速神戸駅折り返しの特急と山陽特急をドッキングした形だったため、西元町駅・大開駅にも停車した。停車駅の違いを明確にするため、種別幕は黄色ベースに青字のものを表示した。
- 全ての直通特急・特急が、尼崎駅・魚崎駅に停車するようになった。
- 平日朝の上り梅田駅行き区間急行が廃止された一方で、新たに同時間帯に尼崎駅発→梅田駅行きの普通列車が増発された。廃止された区間急行の代替として、鳴尾駅に上り準急列車が停車するようになった[注 19]。
- その他、梅田駅 - 甲子園駅間の運転であった平日夜間と土休日日中の急行列車を西宮駅発着に延長し、すべての急行列車が福島駅・武庫川駅に停車するようになった。また、高速神戸駅発着の特急列車が昼間時に設定されなくなったことから、三宮駅発着の普通列車を高速神戸駅発着に延長し、昼間時の普通列車は高速神戸駅発着にほぼ統一された。これにより三宮駅3番線の使用頻度は激減した。
- このダイヤ改正で9300系が運転を開始した。また、西宮東口駅が廃止され、香枦園駅を香櫨園駅に改称（読みはそのまま）した[14]。

### 2002年3月4日改正
- 香櫨園駅上りホームの延伸工事の完成により、石屋川駅発→梅田駅行き準急列車が香櫨園駅に停車するようになった[15]。

### 2006年10月28日改正[16]
- 翌年3月のJR神戸線さくら夙川駅開業を意識し、香櫨園駅に梅田駅行き区間特急を新たに停車させ、代わりに準急は通過とした（準急は打出駅に新たに停車）。
- 直通特急の愛称（「姫路ライナー」「大阪ライナー」）を廃止。
- 平日朝ラッシュ時の尼崎駅発→梅田駅行き普通が廃止され、代わりに甲子園駅発→梅田駅行き区間急行が復活した。
- 2007年10月5日より、近鉄直通対応の1000系が運用開始。その後、9000系の近鉄直通対応改造工事が開始された。

### 2009年3月20日改正
西大阪線西九条駅から大阪難波駅までの延伸工事が完成し、近鉄との相互直通運転を開始したことにより、11年ぶりの白紙ダイヤ改正となった。近鉄側では、この時はダイヤ変更ではなくダイヤ改正との呼称を使用していた。
- 九条駅・ドーム前駅・桜川駅・大阪難波駅（近鉄難波駅から改称）が新規開業、西大阪線を阪神なんば線へ改称。
- 阪神本線、阪神なんば線とも白紙ダイヤ改正が行われ、快速急行は近鉄に乗り入れ、基本的に三宮駅 - 近鉄奈良駅間の運転となった。これに伴い、2001年改正以降、使用頻度が落ちていた三宮駅3番線が再び頻繁に使用されるようになった。準急列車は休止となった一方、阪神なんば線には近鉄直通の快速急行、区間準急、準急が設定された（ただし、区間準急と準急は阪神線内では各駅に停車）。平日朝ラッシュ時は12分間隔として、基本的に上りは優等列車は梅田駅へ先着するよう変更し、混雑の平準化を図った。また夕方ラッシュ時も10分間隔での運転に変更された。
- 直通特急は西元町駅・大開駅に停車する列車が、三宮駅 - 山陽須磨駅間は各駅停車に改められ、ほぼ終日運転になった。また、平日朝の上り7本は甲子園駅を通過するが、それ以外については、同駅に終日停車するようになった（特急も新たに停車）。
- 急行列車は福島駅を通過とし、今津駅に終日停車とした。快速急行、区間特急、急行列車を今津に停車させることで、阪急今津線との接続機会を増やした。
- この改正で阪神の最大運転両数が、阪神なんば線内に限って10両編成となったため、本線上での増結・解結作業が尼崎駅で復活した。近鉄車においても同様に増結・解結作業を実施するようになった。
- 2010年10月1日より、神戸高速鉄道の運営形態変更により、東西線は阪神神戸高速線となった[注 20]。12月25日より5550系が運転開始、さらに1000系を増備した。これらの新型車によって、8701形（2009年）、5311形（2010年）、2000系（2011年）がそれぞれ引退した。

## 2010年代

### 2012年3月20日改正
近鉄側が白紙ダイヤ変更を実施したことにより、その変更と連動する形での改正となった。同日は山陽電気鉄道もダイヤ改正を小幅ながらも実施している。阪神本線では主に早朝・夜間において、阪神なんば線では平日日中において、それぞれ大きな変更があった。
- 阪神本線では夜間に三宮駅発の快速急行を1本増発し、三宮駅発の快速急行の最終列車を繰り下げ。また、土曜・休日の快速急行は、初発から3列車を新開地駅発に変更[注 21]。区間特急の停車駅に野田駅を追加。平日朝5時台の梅田駅発の普通列車の発車時刻と行き先を変更。
- 阪神なんば線では、平日日中は各駅停車としていた快速急行について、大物駅 - 千鳥橋駅間の各駅を通過に変更した。代わりに同時間帯は、区間準急の阪神なんば線方面への延長を実施した。阪神なんば線西九条駅 - 尼崎駅での快速急行の全列車通過運転は、当初の計画では2013年から実施する予定であったが、近鉄側での白紙ダイヤ変更の実施により、1年前倒して実施した。
- 6月に三宮駅の改良工事が完成。2番線は元町・神戸高速線方面、3番線は折返しホームであったものを、配線変更（2番線を折り返しホームとする頭端式2面3線）。6月2日から、元町およびそれ以遠に直通する列車は2番線発着から3番線発着に、3番線折返し列車は2番線折返しに、それぞれ変更された。
- 2014年4月1日、三宮駅は神戸三宮駅に改称した。2015年には新型ジェットカー5700系が登場。5131・5331形を置き換えた。

### 2016年3月19日改正
このダイヤ改正は阪神および山陽のみならず、乗り入れる近鉄側も同時にダイヤ変更を実施した。朝・夜間において列車の増発、または一部列車の運転区間延長、などが主な柱。
- 阪神本線内では、区間特急を御影駅発とし運転区間を延長、停車駅に魚崎駅・尼崎駅を追加した。また、快速急行を増発ないし運転区間を延長。
- 阪神なんば線内では、平日朝に快速急行を増発した。平日日中の尼崎行き区間準急が、普通列車に変更された。
- 武庫川線内では、列車が1本増発。最終列車を約20分繰り下げた。
- 2019年10月1日、梅田駅は大阪梅田駅に、鳴尾駅は鳴尾・武庫川女子大前駅に改称された。

## 2020年代

### 2020年3月14日改正
この改正では、快速急行の運用に大きな変化が見られた。
- 土曜・休日では、快速急行は阪神本線においてもほぼ全ての列車で8両編成での運転を開始。これに伴い、武庫川駅・甲子園駅・今津駅・西宮駅・魚崎駅・神戸三宮駅ではホーム延伸部分の供用を開始したほか、尼崎駅での連結・切り離し作業が省略され[注 22]、神戸三宮駅 - 近鉄奈良駅間の所要時間が平均4分短縮、同区間における最速列車の所要時間は、79分から76分へと3分短縮された。ただ、ホーム有効長の関係で8両編成の停車が不可能な芦屋駅は、土曜・休日の快速急行が通過に変更された。また、平日は早朝と夜間に、土曜・休日は夜間に、それぞれ増発と運転区間延長を実施したほか、平日日中に限り、今津駅にも新たに停車。
- 快速急行以外では、平日の朝7時前後の上り西宮駅発→大阪梅田駅行き急行2列車を、青木駅発→大阪梅田駅行き区間急行に変更し、運転区間を延長（青木駅～甲子園駅までの停車駅は急行と同一）。
- その他、普通列車は、上りは平日の朝ラッシュ時間帯において、御影駅で区間特急とも接続させて御影駅での混雑緩和を図ったほか、下りは深夜の大阪梅田駅発→西宮駅行き1本を、石屋川駅行きに変更し運転区間を延長、運転間隔を調整した。また、平日6時台に青木駅始発→大阪梅田駅行きの普通列車（石屋川駅 - 青木駅間回送）が設定された。
- 阪神なんば線では、土曜・休日の日中の尼崎行き区間準急が普通列車に変更され、平日と同様のパターンダイヤになったことで、尼崎駅行きは快速急行以外ではほぼ全てが普通列車となった。
- 土曜・休日ダイヤにおいて、山陽普通・S特急が神戸三宮駅（回送で大石駅）まで入線する回数が、午前中の3往復に削減された。
- ダイヤ改正前、23時台に神戸三宮駅行きの下り阪神普通が、同駅始発のS特急と接続していたが、S特急が高速神戸始発に変更となったため、阪神普通も高速神戸まで延長運転して、そこで接続することになった（平日ダイヤでは従来通り神戸三宮で接続）。
- 5月から6月にかけて、5500系の2両編成化・ワンマン運転改造車が武庫川線に投入され、ジェットカーが同線で初めて運用されるようになった。これにより旧来の塗装の赤胴車が廃止され、以後の赤胴車は、阪神本線系用の新赤胴色鋼製車（8000系・9300系）および近鉄直通対応のVVVFステンレス車（1000系・9000系）のみとなった。

### 2021年3月13日改正
阪神なんば線延伸開業以降、ダイヤ改正は3〜4年ごとに行われてきたが、今回は前回から1年後の改正（阪神としては「一部変更」としている）となった。
- ライフスタイルの変化に加え、新型コロナウイルス感染症の蔓延拡大により、特に深夜帯における利用者の減少が顕著（24時以降は、2021年1月では前年同月比で約70％減少[22]）であることから、メンテナンスの作業時間確保も兼ねて、乗り入れ他社との調整の必要がない阪神本線の終電を繰り上げることとなった。[注 23][注 24][注 25]なお、阪神なんば線、武庫川線及び神戸高速線ではダイヤの変更はない[22]。
- 緊急事態宣言発出、また沿線自治体からの協力要請を受けて、2021年4月29日から、阪神本線・阪神なんば線では深夜帯で一部列車の行き先を変更ないし運休としたほか、土休日ダイヤでは、本線で11時台から14時台の大阪梅田駅発→尼崎駅行きの急行列車を運休（西宮駅発→大阪梅田駅行き急行の折り返し運用。期間中は尼崎駅まで回送）とした[23]。なお、土休日ダイヤの大阪梅田駅発→尼崎駅行きの急行は、6月5日から全列車運行を再開している。

### 2021年7月3日修正
- 近鉄側でのダイヤ変更により、阪神なんば線の深夜の東花園駅行き普通列車2本を、大阪難波駅行きに変更した（阪神電鉄線内の時刻は変更せず）。

### 2022年12月17日改正
平日夕方ラッシュ時間帯における快速急行の尼崎駅での連結・解放作業の解消による所要時間短縮、平日日中時間帯の快速急行の減便、さらに深夜時間帯の減便と終電繰り上げが大きな変更点である。
- 快速急行は、平日夕方ラッシュ時間帯においても尼崎駅での連結・解放作業をやめることで、本線内でも8両編成で運転。混雑緩和を図る。これにより近鉄奈良駅〜西九条駅間から、武庫川駅以遠の本線区間停車駅までの平均所要時間が3〜4分短縮する一方で、ホーム長の関係で芦屋駅には停車できなくなることから、芦屋駅では、快速急行は平日朝ラッシュ時のみの停車となった。一方、武庫川駅・今津駅においては、平日は日中以降全ての列車が停車となった。また、平日日中においては、快速急行は1時間あたり3本（おおむね20分間隔）から2本（おおむね30分間隔）に減便した（平日は上下とも1日あたり8本を削減）。
- 減便した快速急行の代替措置として、大阪梅田駅 - 尼崎駅間の急行のうち、1時間あたり1本を西宮駅まで延長。1時間あたり、大阪梅田駅 - 西宮駅間4本・大阪梅田駅 - 尼崎駅間2本の運行とすることで、大阪梅田駅 - 西宮駅間は改正前と同じく1時間あたり6本を確保した。
- 深夜時間帯においては、利用客の減少が著しいことから、減便と終電繰り上げを実施した。[注 26][注 27]
- 阪神なんば線では、平日日中の快速急行が1時間あたり2本に減少するほか、上り・下りとも終電を20分程度繰り上げた。また、平日日中の大和西大寺方面行き区間準急を一部を除いて普通に、早朝と深夜時間帯の尼崎駅行き普通列車の一部を区間準急に、それぞれ変更した。
- 神戸高速線では、終電を上り・下りとも6〜10分繰り上げた。また、土曜・休日の朝にあった新開地駅発→近鉄奈良駅行きの快速急行3本は運転を取りやめ、神戸三宮駅発に変更した。

### 2024年3月16日（備考）
- 自社および乗り入れ先の山陽電気鉄道ではダイヤ改正を行わなかったが、近鉄側のダイヤ変更により瓢箪山駅5時16分発→尼崎駅行き普通列車が、大和西大寺駅5時00分発→大阪難波駅行きの区間準急として運転し、大阪難波駅から尼崎駅行きの普通列車に列車種別を変更する形態として運転するよう変更した（阪神電鉄線内の時刻に変更はない）。

### 2025年2月22日改正
平日日中時間帯の快速急行の増便、日中から夕方にかけて阪神なんば線での運行間隔の均一化、深夜時間帯の増便が主な変更点である。
- 平日日中は、2022年12月のダイヤ改正以前の形態に戻った。
  - 快速急行が1時間あたり3本に増便（概ね20分間隔）。これに伴い急行も大阪梅田駅 - 西宮駅間と大阪梅田駅 - 尼崎駅間とで1時間あたり3本ずつに変更。
- 快速急行は、日中時間帯の下りの所要時間を2分短縮。ほか、平日の上りの朝の一部は大阪難波行き、夜間の一部は大和西大寺行きに変更。
- 昼間〜夕方時間帯の阪神なんば線の普通（及び準急・区間準急）を概ね10分間隔とするパターンダイヤに変更。併せて尼崎における本線との接続列車を急行（一部は快速急行）に統一。日中時間帯は1時間あたり概ね区間準急3本・普通3本で運転。
- 大阪梅田駅発24時0分発甲子園行き急行を御影行きに延長（停車駅は2022年12月のダイヤ改正まで運行されていた御影行きと同一）。土休日も同様。
- 大阪梅田駅24時15分発神戸三宮行き特急を新たに設定。神戸三宮駅へ向かう終電が、大阪梅田駅からでは30分、大阪難波駅からでは22分、それぞれ繰り下げとなる。なお、この特急は尼崎駅で普通御影行きと連絡するが、御影駅では普通列車との連絡はないため、石屋川 - 春日野道の各駅間の終電時刻は変わらない。一方で、阪神なんば線では各駅とも終電が若干繰り上げとなった。